# 群馬県道10号前橋安中富岡線
群馬県道10号前橋安中富岡線（ぐんまけんどう10ごう まえばしあんなかとみおかせん）は、群馬県前橋市千代田町から安中市板鼻地区を経て、富岡市の国道254号までを結ぶ県道（主要地方道）である。

## 概要

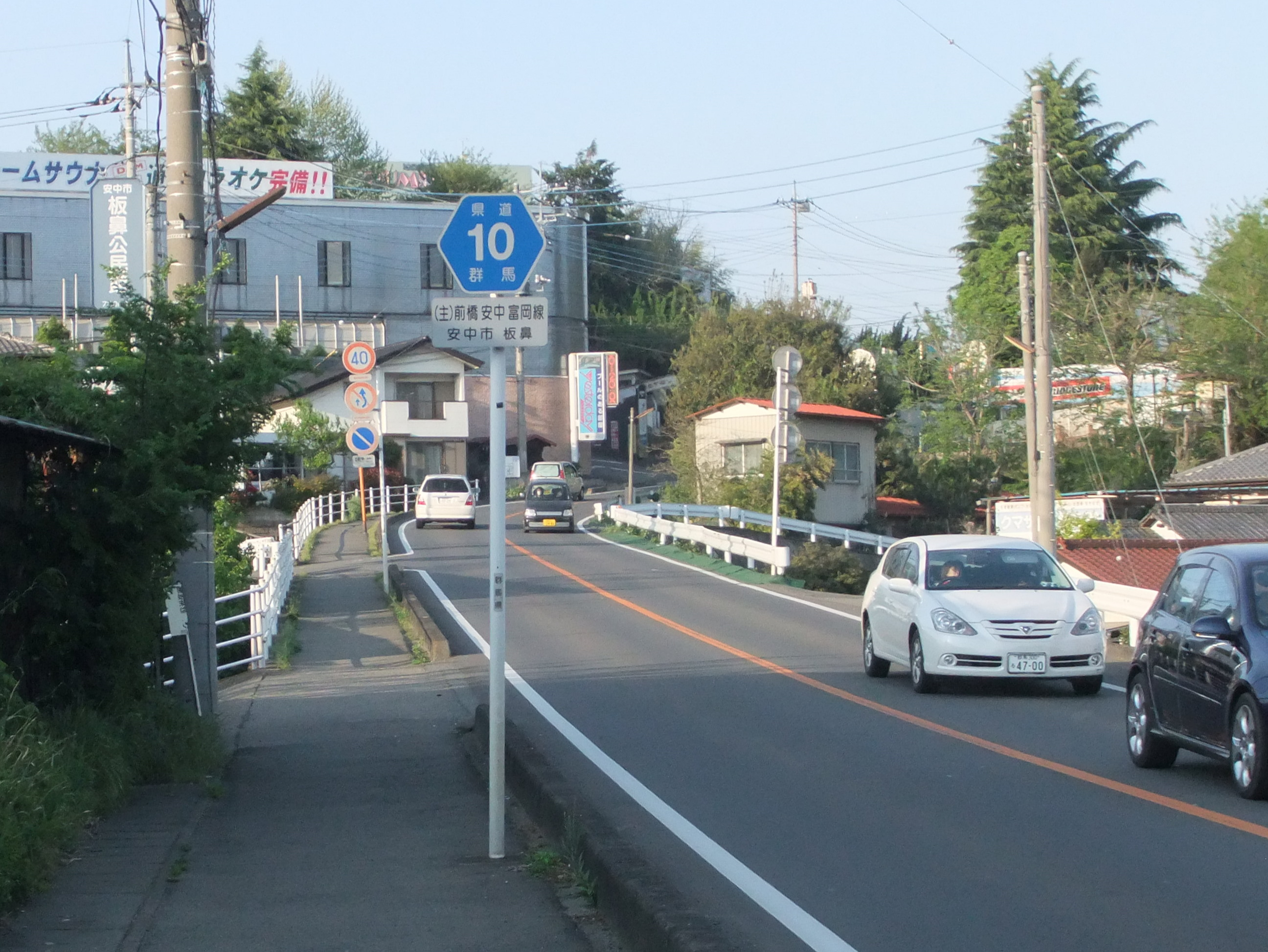
板鼻陸橋下交差点付近（安中市板鼻）の様子

起点を前橋市、終点を富岡市、重要な経過地を安中市とする、1994年（平成6年）4月に群馬県より認定を受けた県道の路線である。通称は安中線。古くからの街道が県道指定されたもので、府県道指定を行った1920年（大正9年）4月1日付群馬県告示第89号において、前橋 - 安中間については「前橋安中線」の名で「前橋市ヨリ群馬郡元總社村長野村碓氷郡八幡村板鼻町ヲ經テ仝郡安中町ニ達スル路線」、安中（板鼻） - 富岡間については「板鼻富岡線」の名で 「碓氷郡板鼻町ヨリ北甘楽郡小野村ヲ經テ仝郡富岡町ニ達スル路線」 の指定を確認できる。
車線数は、起点から前橋市元総社町（NHK前交差点）間が4車線であるほかは2車線となっている。
起点から安中市までは拠点間を直接結ぶほぼ唯一の幹線道路で、地元の生活道路のみならず、高崎市中心部を迂回して前橋市の国道17号と安中市の国道18号を結ぶ短絡路としても機能しているため、交通量は多い。
古い時代の街道を多く踏襲しているため、特に高崎市北部で集落内を経由する区間が多く、辛うじて対向2車線と歩道を確保しているが、拡幅の余地に乏しい。
またそのルート上、榛名山南麓地域から高崎市方面へと集束する多数の道路・河川と直交し、少なからぬ交差点が存在するが、交差点周囲が随所で古くからの集落となっている。
安中市から富岡市にかけての区間は、安中市、高崎市、前橋市などの諸都市と富岡市中心部を結ぶ重要な幹線道路であるが、2車線で山越えのカーブの多い区間を抱えており、やはり渋滞対策や通行時間短縮が課題になっている。
いずれの区間も渋滞しがちな本路線のバイパス路線として、群馬県西部を環状に結ぶ西毛広域幹線道路の整備が進められている。
現在のところ、前橋市の起点 - 高渋バイパス区間、それに末端区間である富岡市上高尾 - 富岡市富岡（しののめ跨線橋北交差点）が開通している。うち関越自動車道側道 -高渋バイパス区間は、群馬県道127号足門前橋線のバイパスとして開通している。

### 路線データ
- 起点：前橋市千代田町二丁目3番の15地先[1]（国道17号交点〈千代田町三丁目交差点〉）
- 終点：富岡市富岡字上町1129番の1地先[1]（富岡交差点）
- 重要な経過地：安中市[4]

## 歴史
- 1920年（大正9年）4月1日：前橋安中線および板鼻富岡線として県道指定
- 1959年（昭和34年）9月18日：群馬県より現・道路法に基づき、前身にあたる県道前橋安中線（前橋市 - 群馬郡群馬町 - 箕郷町 - 榛名町 - 安中市大字板鼻、整理番号13）、安中富岡線（安中市 - 富岡市、整理番号21）として路線認定される[5]。
  - 同日、前々身路線にあたる旧・県道前橋安中線（前橋市 - 安中市、整理番号106）、旧・県道安中富岡線（安中市 - 富岡市、整理番号151）が路線廃止される[6]。
- 1983年（昭和58年）1月17日：県道渋川安中線との重複区間（高崎市沖町以西） が除外され、前橋群馬高崎線（前橋市 - 群馬郡群馬町 - 高崎市、整理番号52）となる[7]
- 1993年（平成5年）5月11日：建設省から、県道渋川安中線の一部・県道高崎富岡線の一部・県道前橋群馬高崎線が前橋安中富岡線として主要地方道に指定される[8]。
- 1994年（平成6年）4月1日：県道前橋群馬高崎線（整理番号52）、渋川安中線（整理番号22）、高崎富岡線（整理番号14）が再編され[9]、前橋安中富岡線（本路線、整理番号72）と高崎安中渋川線に路線認定される[4]
- 2012年（平成24年）4月25日：富岡市上高尾 - 富岡市富岡（しののめ跨線橋北交差点）間バイパス（西毛広域幹線道路）が開通[10]

## 路線状況

### 重複区間
- 国道17号 高崎前橋バイパス（前橋市元総社町・NHK前交差点 - 元総社町東交差点）

### 道路施設
- 中央大橋（利根川、前橋市大手町三丁目 - 前橋市大渡町一丁目）
- 町屋橋（烏川、高崎市町屋町）
- 石井橋（碓氷川、安中市岩井）

## 地理

### 通過する自治体
- 前橋市
- 高崎市
- 安中市
- 富岡市

### 交差する道路
- 国道17号・群馬県道3号前橋大間々桐生線（前橋市千代田町3、起点）
- 群馬県道105号総社石倉線（前橋市大渡町）
- 前橋市道大友西通線（産業道路）（前橋市問屋町）
- 群馬県道127号足門前橋線（前橋市大友町）
- 国道17号 高崎前橋バイパス（前橋市元総社町・NHK前交差点）
- 国道17号 高崎前橋バイパス（前橋市元総社町・元総社町東交差点）
- 群馬県道25号高崎渋川線 高渋バイパス（高崎市棟高町）
- 群馬県道25号高崎渋川線 現道（高崎市三ツ寺町）
- 群馬県道123号柏木沢大八木線（高崎市井出町）
- 群馬県道28号高崎東吾妻線（高崎市浜川町）
- 群馬県道26号高崎安中渋川線（高崎市沖町）
- 群馬県道29号あら町下室田線（高崎市町屋町）
- 国道406号（高崎市下大島町）
- 群馬県道26号高崎安中渋川線（安中市街方面のみ）・群馬県道137号箕郷板鼻線（安中市板鼻（板鼻陸橋下交差点）
- 群馬県道137号箕郷板鼻線（安中市板鼻）
- 群馬県道26号高崎安中渋川線（安中市板鼻（板鼻宿交差点）
- 国道18号 高崎安中バイパス（安中市岩井）
- 群馬県道171号吉井安中線（安中市野殿・大谷入口交差点）
- 群馬県道49号藤木高崎線（富岡市藤木）
- 群馬県道197号下高尾小幡線（富岡市下高尾）
- 西毛広域幹線道路（群馬県道10号前橋安中富岡線）（富岡市下高尾）
- 群馬県道212号安中富岡線（富岡市下黒岩）
- 国道254号 富岡バイパス（富岡市富岡）
- 国道254号 現道・群馬県道46号富岡神流線（富岡市富岡・小沢交差点、終点）